# Пиртештій-де-Сус
Пиртештій-де-Сус (рум. Pârteștii de Sus) — село у повіті Сучава в Румунії. Адміністративний центр комуни Качика.
Село розташоване на відстані 357 км на північ від Бухареста, 25 км на захід від Сучави, 137 км на північний захід від Ясс.

## Населення
За даними перепису населення 2002 року у селі проживали 1952 особи. Рідною мовою 1948 осіб (99,8%) назвали румунську.
Національний склад населення села:
| Національність | Кількість осіб | Відсоток |
| -------------- | -------------- | -------- |
| румуни         | 1937           | 99,2%    |
| німці          | 12             | 0,6%     |